# Мечеть Джамия (Гонконг)
Мече́ть Джа́мия (Jamia Mosque, 些利街清真寺) — старейшая гонконгская мечеть, расположенная в районе Мид-левелс (соседние улицы Mosque Street и Mosque Junction названы в её честь). Построена в 1890 году на участке земли, арендованном правительством Гонконга (первоначально носила имя «Магометанская мечеть»). Перестроена и расширена в 1905 году на средства богатого индийского коммерсанта из Бомбея. После Второй мировой войны была переименована в мечеть Джамия. Является историческим памятником I категории по списку правительства Гонконга. Рядом с мечетью планируется строительство исламского культурного центра.